# Melvin Schwartz
Melvin Schwartz, ameriški fizik, * 2. november 1932, † 28. avgust 2006.
Schwartz je leta 1988 skupaj z Ledermanom in Steinbergerjem prejel Nobelovo nagrado za fiziko.